# Evangelische Kirche (Esch)

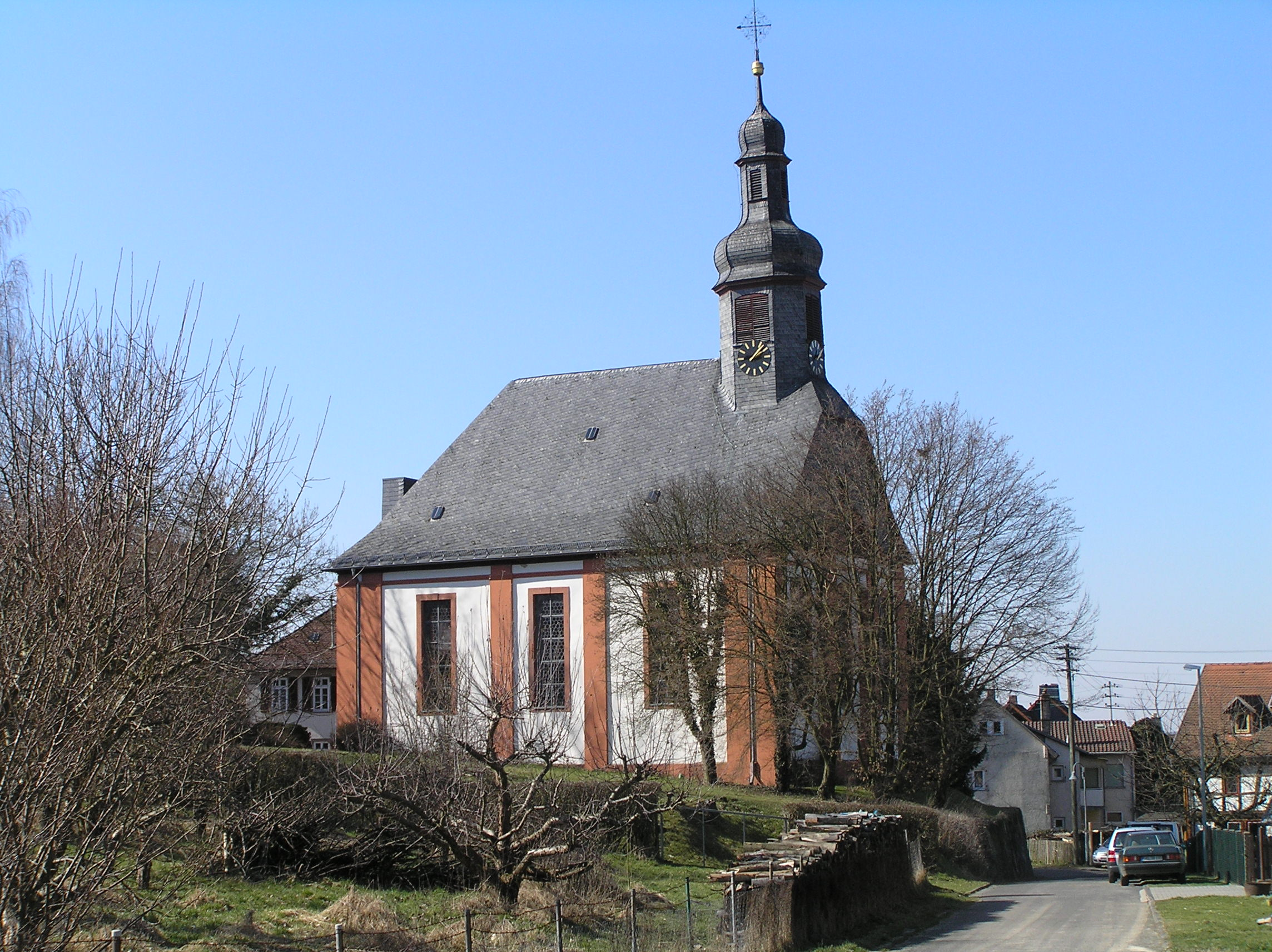
Evangelische Kirche (Esch)

Die Evangelische Kirche Esch ist ein denkmalgeschütztes Kirchengebäude, das in Esch steht, einem Ortsteil von Waldems im Rheingau-Taunus-Kreis in Hessen. Die Kirchengemeinden Walsdorf und Esch gehören zum Dekanat Rheingau-Taunus in der Propstei Rhein-Main der Evangelischen Kirche in Hessen und Nassau.

## Beschreibung
Die Saalkirche wurde 1786 gebaut. Bis 1962 war sie als Querkirche ausgerichtet. Ihr Kirchenschiff aus drei Jochen ist mit Lisenen gegliedert. Aus dem im Westen abgewalmten Satteldach des Kirchenschiffs erhebt sich im Osten vor dem Krüppelwalm ein achteckiger Dachreiter, der die Turmuhr und den Glockenstuhl beherbergt. Darauf sitzt eine bauchige Haube, die von einer Laterne bekrönt ist. Der Altar von 1761 und das Taufbecken von 1732, beide aus schwarzem Marmor, wurden vom Vorgängerbau übernommen. Die Kirchenausstattung wurde durch die Kanzel von 1786 ergänzt. Die Orgel wurde 1845 von Daniel Raßmann in der Werkstatt seines Vaters Gustav Raßmann gebaut.